# 象鼻山路

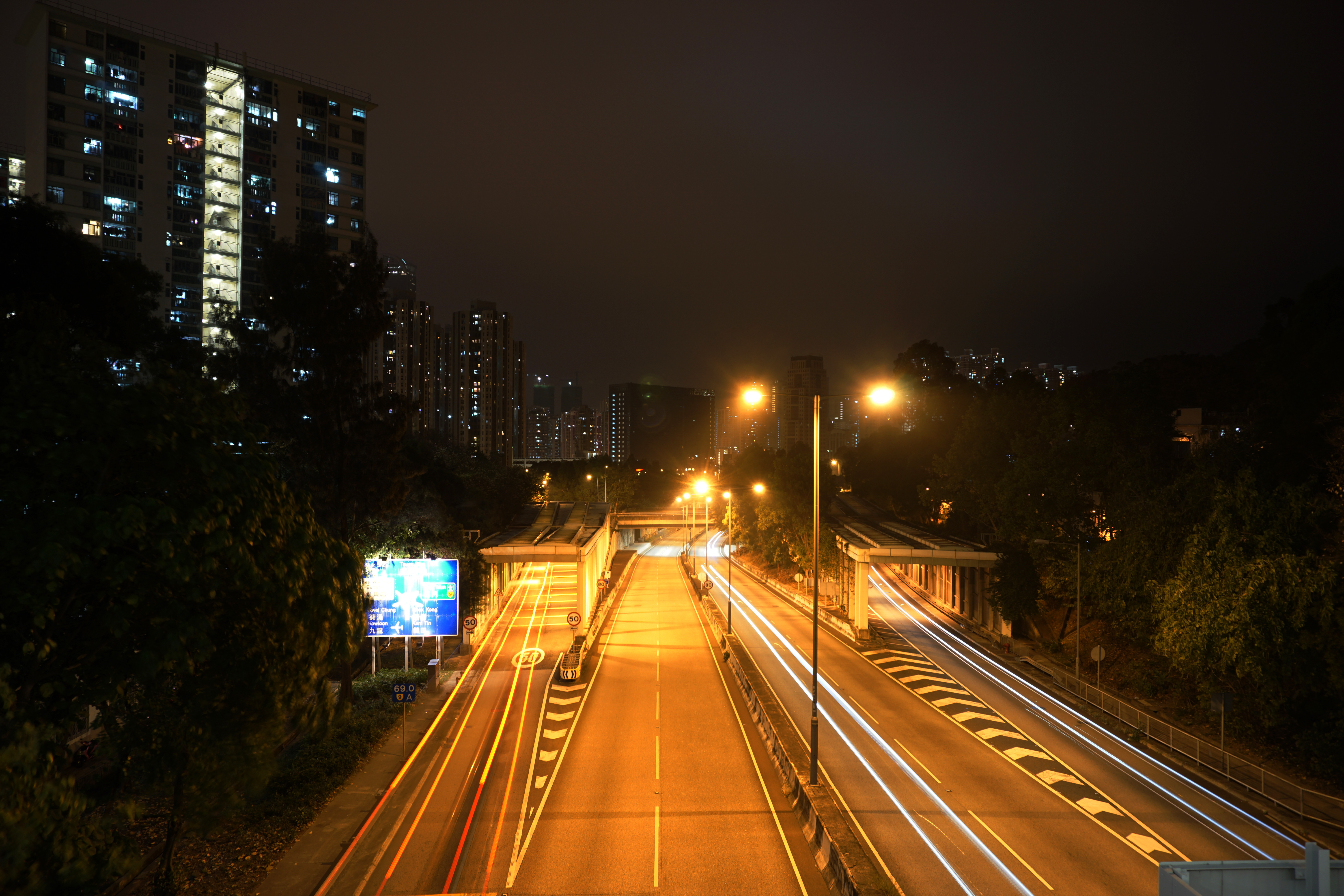
象鼻山路近石圍角邨

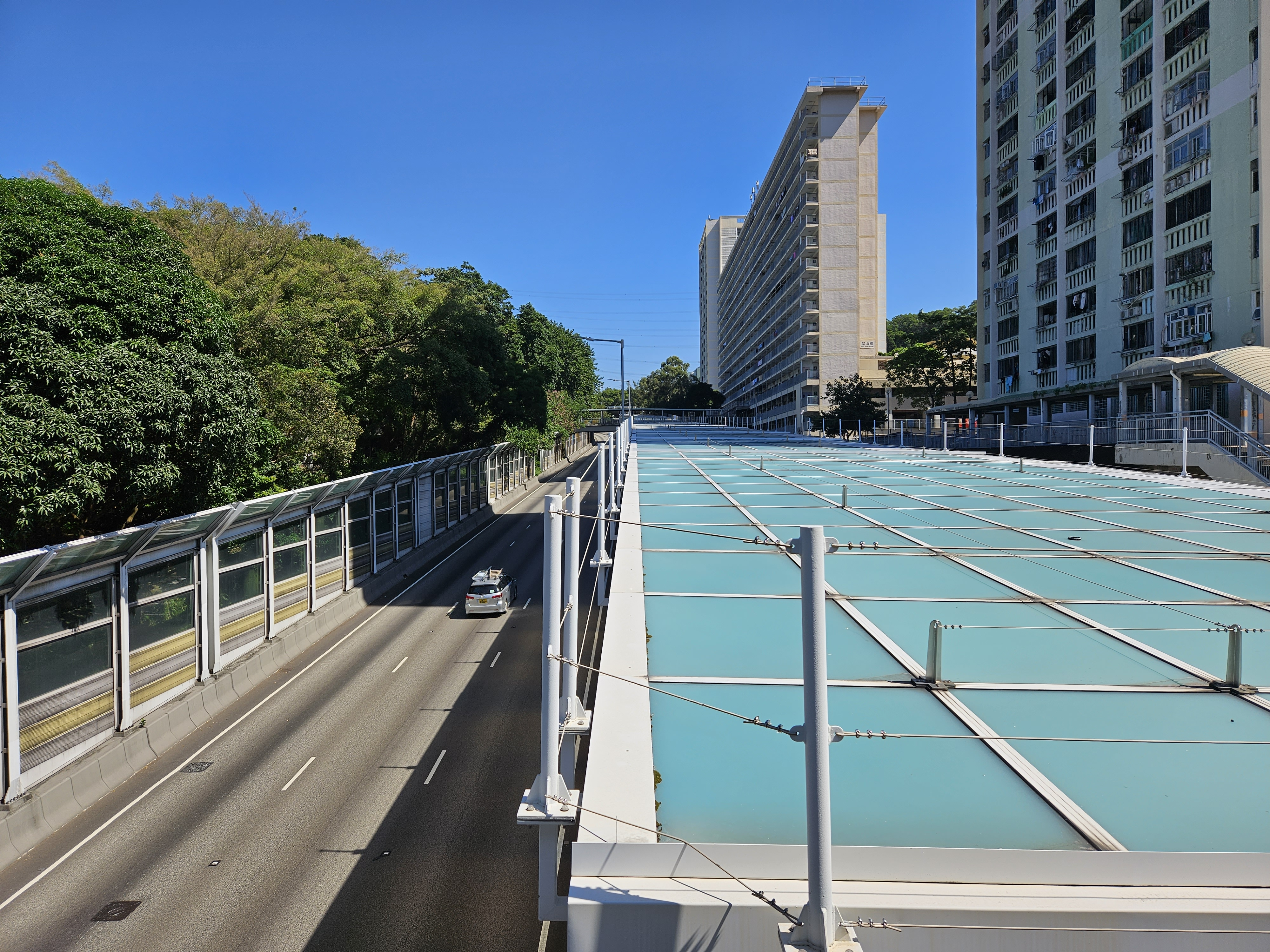
象鼻山路近象山邨

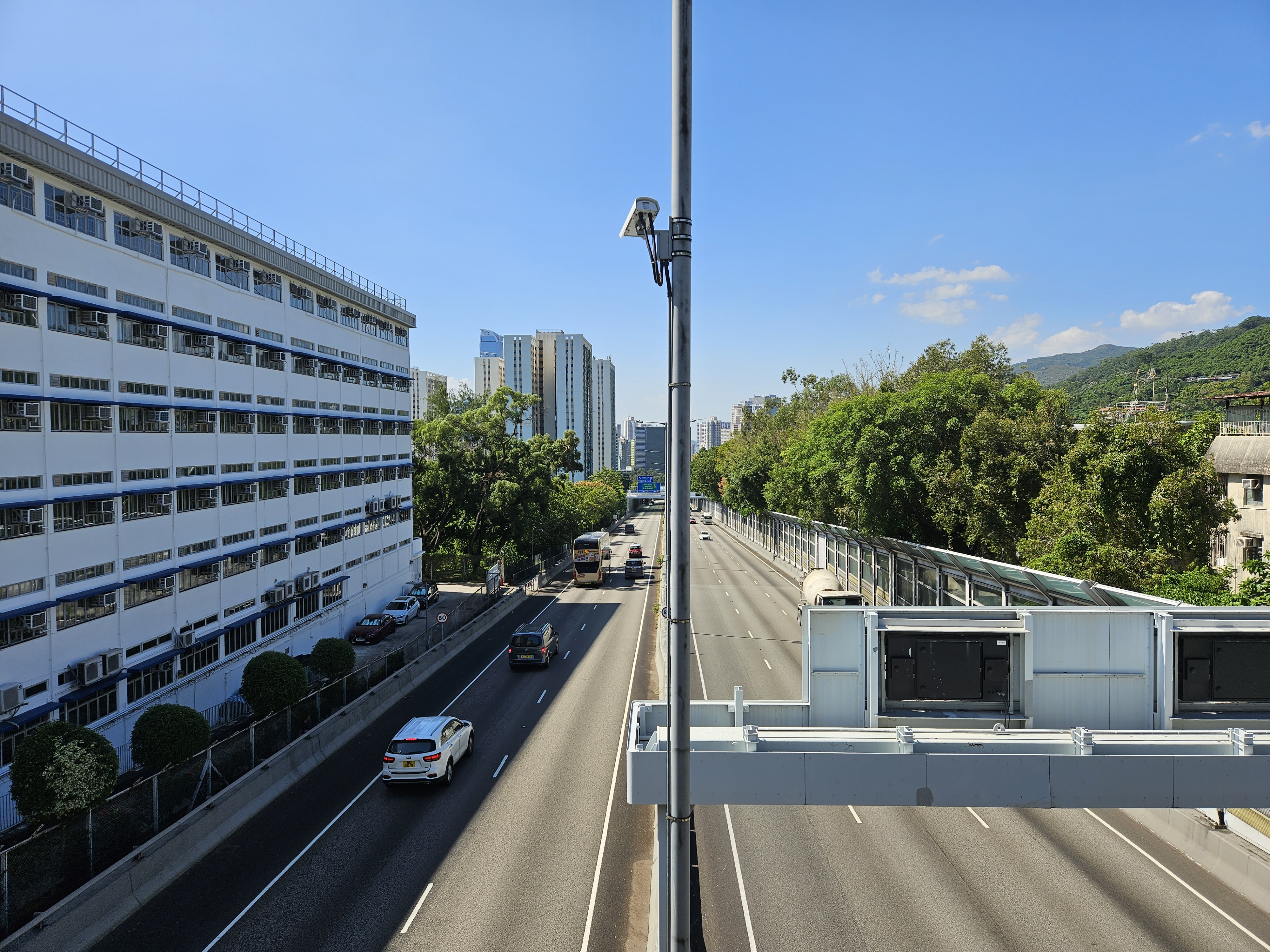
象鼻山路近路德會呂明才中學

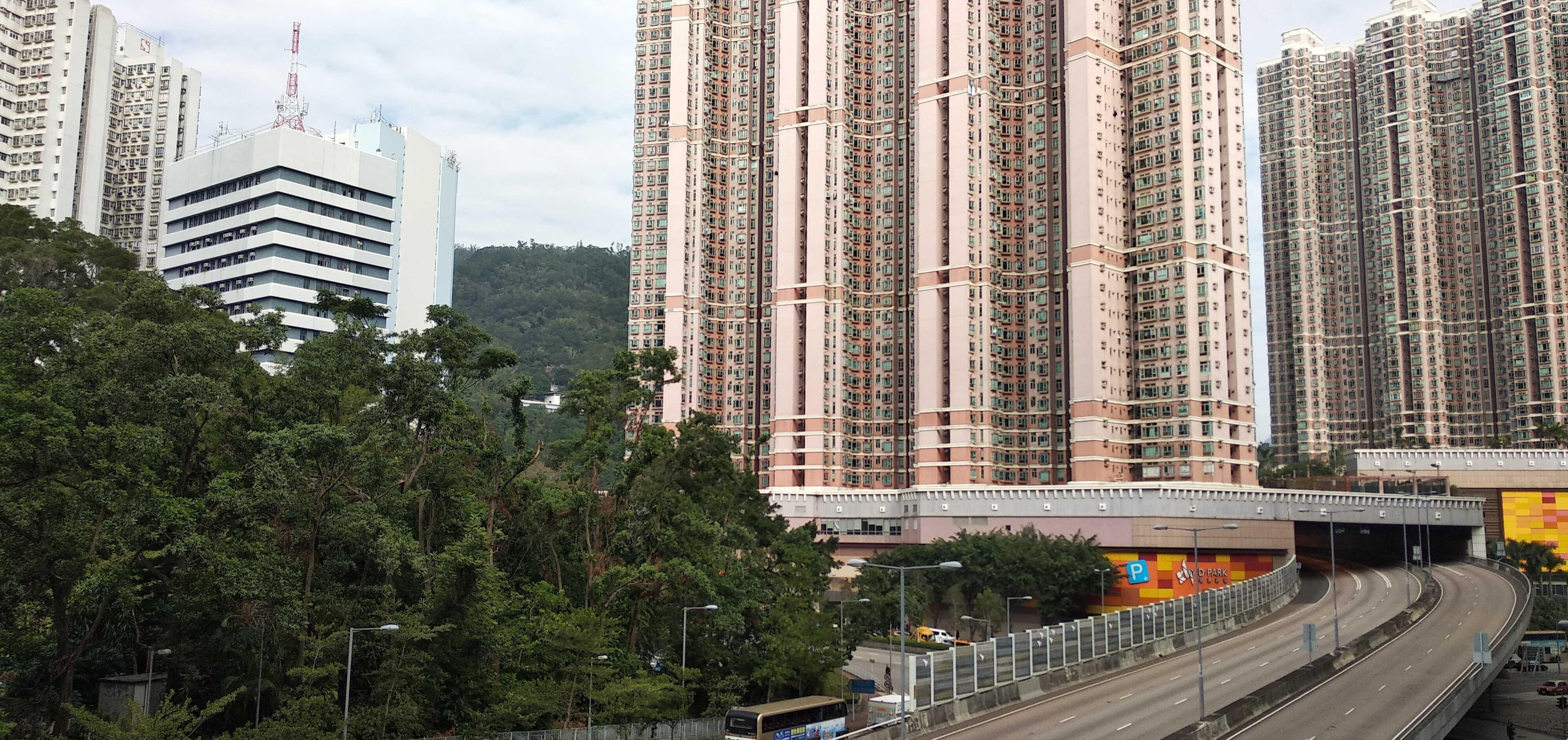
象鼻山路近愉景新城

象鼻山路（英語：Cheung Pei Shan Road）是香港新界西荃灣的一條主要幹道，屬香港9號幹線，即新界環迴公路的一部分，以象鼻山命名。在1980年代配合象山邨及石圍角邨相繼入伙而通車，而在城門隧道通車後作為城門隧道西面出口的主要幹道路線。幹道呈東北—西南走向，起點由城門隧道荃灣入口，經荃錦公路交匯處，並以青山公路－荃灣段近柴灣角為終點連接上屯門公路支路，全長約2.7公里，荃錦交匯處以東路段為城門隧道管制區域。公路的車速限制原為每小時70公里，自2013年7月26日起獲放寬為每小時80公里，整段道路是新界的士指定可途經範圍。

## 歷史
象鼻山路約在1980年配合象山邨及石圍角邨相繼入伙而通車，最初只是象山邨及石圍角邨的對外道路，當時象鼻山路的東端連接和宜合道，西端則連接荃錦交匯處。另外有路口連接石圍角邨（石圍角路）、象山邨（象山邨西路、象山邨東路）及老圍（二坡圳路、三棟屋路）。1986年，政府考慮將象鼻山路延長，改善老圍的交通，不久有擬定草案；而早前一年有興建天橋之消息，有區議員催促。
政府於1987年興建城門隧道，象鼻山路規劃為城門隧道西面出口的主要幹道，為配合城門隧道通車:90-91，象鼻山路的東端改為直接連接隧道入口，並且不能再通往和宜合道、象山邨、石圍角及老圍。而且提升了路段的行車時速，並將該路劃入城門隧道的範圍:35。
隨著5號幹線（今9號幹線）城門隧道的開通，愈來愈多車輛使用象鼻山路，尤其是重型貨櫃車，使附近的噪音污染嚴重，當局於在象鼻山路西行近石圍角邨及象山邨旁興建隔音屏障，以及使用低噪音物料重鋪路面。工程在2005年6月展開，2007年2月完成。

## 出口
| 象鼻山路                                                                                         | 象鼻山路           | 象鼻山路                                                                                         |
| A行車方向（順時針）                                                                              | 出口編號           | B行車方向（逆時針）                                                                              |
| 連接屯門公路荃灣段                                                                               | 連接屯門公路荃灣段 | 連接屯門公路荃灣段                                                                               |
| 象鼻山路終點                                                                                     |                    | 象鼻山路起點                                                                                     |
| ------------------------------------------------------------------------------------------------ | ------------------ | ------------------------------------------------------------------------------------------------ |
| 荃錦交匯處 石崗、大帽山、青衣、葵涌、九龍、荃灣、石圍角邨 荃錦公路、德士古道北、蕙荃路、大河道北 | 25                 | 荃錦交匯處 石崗、大帽山、青衣、葵涌、九龍、荃灣、石圍角邨 荃錦公路、德士古道北、蕙荃路、大河道北 |
| 和宜合交匯處 葵涌、城門谷、梨木樹、老圍、石圍角邨、城門水塘 和宜合道、三棟屋路、象山邨西路       | 25A                | 不適用                                                                                           |
| 象鼻山路起點                                                                                     |                    | 象鼻山路終點                                                                                     |
| 連接城門隧道                                                                                     |                    |                                                                                                  |

## 現況

### 柴灣角至石圍角段

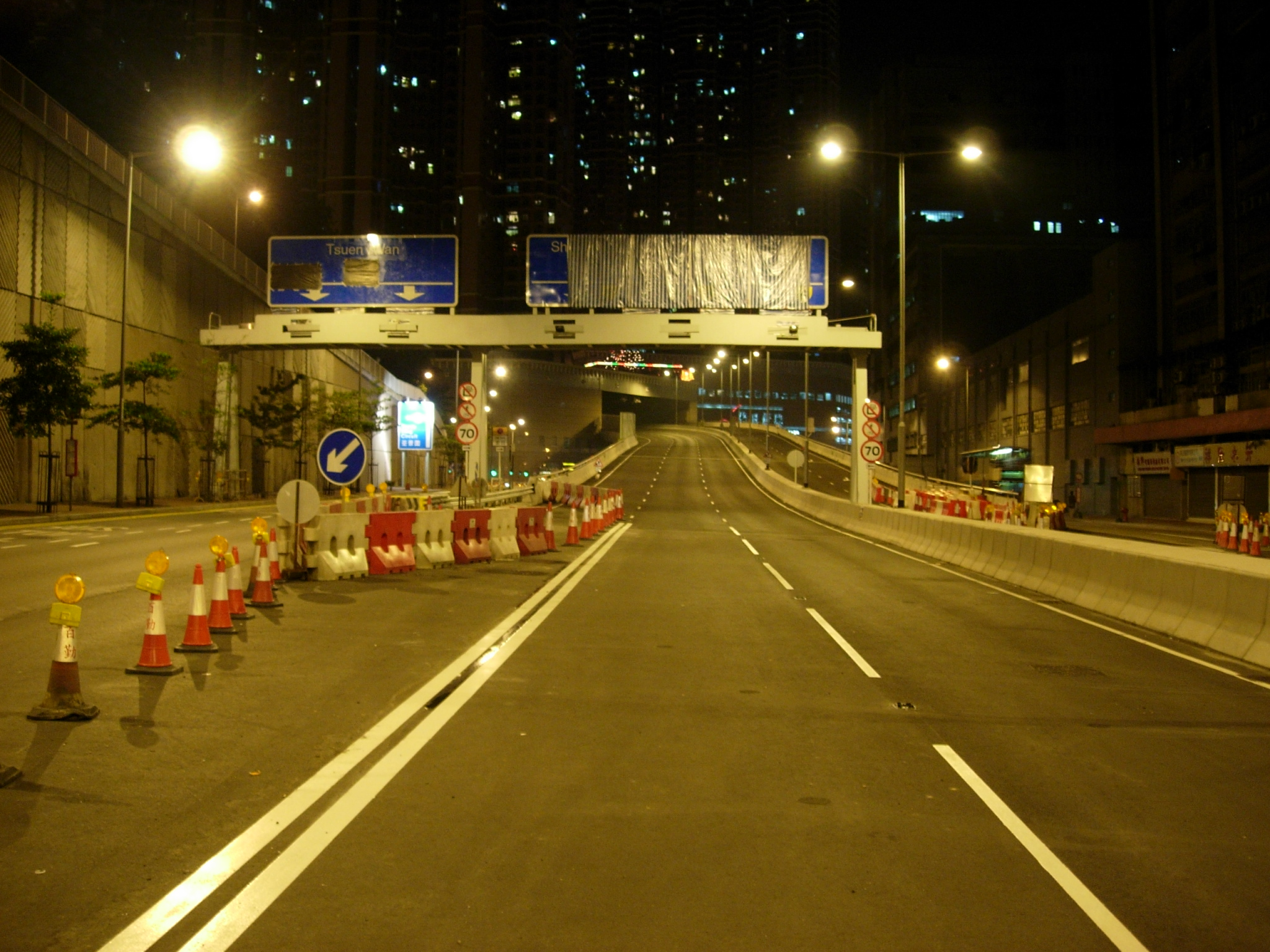
象鼻山路柴灣角至石圍角段通車前

此路段西端於柴灣角錦豐園對開連接青山公路－荃灣段，以架空行車隧道形式穿過荃灣愉景新城商場中部位置；在東端接通荃錦交匯處。其中位於愉景新城的隧道，早在1997年建設愉景新城住宅和商場時已建成，成為建築物的一部份。不過由於其他路段要跨過港鐵荃灣綫荃灣車廠，與及在為愉景新城居民建設隔音屏障的問題時，政府和愉景新城居民有多年的爭議，故此多年來未能開通。
2003年香港的主要幹道路線重組，曾稱「9號幹線柴灣角至石圍角段」的一段象鼻山路於2007年2月8日通車並納入「9號幹線」，使象鼻山路能直接駁上屯門公路，為來往沙田與新界西屯門和元朗的駕駛者提供了更快捷的途徑而毋須途經荃灣路、荃青交匯處、德士古道和荃錦交匯處，往返屯門公路和城門隧道的時間會由13鐘減至3分鐘，而9號幹線亦終告完成。
象鼻山路西端連接青山公路，往沙田方向可以由青山公路進入幹線，但西行往柴灣角方向只能連接往屯門公路，往柴灣角至汀九一段青山公路仍舊需要行經荃錦交匯處、大河道北（大河道天橋）及沙咀道前往。

### 使用量
象鼻山路由香港運輸署界定為「主要幹路」（Primary Distributor, PD）。以下為2021年象鼻山路各段的年平均每日交通流量數據。
| 路段                   | AADT（車輛架次） | 估計數據 | 道路類型 |
| ---------------------- | ---------------- | -------- | -------- |
| 荃錦交匯處至石圍角路   | 36,600           | 是       | 主要幹路 |
| 石圍角路至和宜合交匯處 | 34,690           | 否       | 主要幹路 |

## 資料來源
1. ↑  . 香港政府憲報 (报告). 1983-11-04. 3497.
2. ↑  文榮根.  (PDF). 香港政府憲報 (报告). 2006-03-03  [2008-11-07]. 1460. （原始内容存档 (PDF)于2020-11-15）.
3. 1 2   (map). Goggle Inc. Cartography by Google Inc.   [2020-05-09]. （原始内容存档于2020-11-15）.
4. ↑  . 運輸署. 2013-07-26  [2020-05-09]. （原始内容存档于2020-11-15） （中文）.
5. ↑  . 運輸署.   [2020-05-09]. （原始内容存档于2019-06-25） （中文）.
6. ↑   (PDF). 運輸署.   [2020-05-09]. （原始内容存档 (PDF)于2020-11-15） （中文）.
7. ↑   (相片 jpeg). 香港公共圖書館. 1982  [2020-05-06]. （原始内容存档于2020-11-15） （中文）.
8. 1 2  . 香港地方.   [2020-05-07]. （原始内容存档于2019-11-06） （中文）.
9. ↑  . 華僑日報. 1986-05-31  [2020-05-09]. （原始内容存档于2020-11-15）.
10. ↑  . 華僑日報. 1986-06-05  [2020-05-09]. （原始内容存档于2020-11-15）.
11. ↑  . 華僑日報. 1985-08-22  [2020-05-09]. （原始内容存档于2020-11-15）.
12. ↑  . 地球知源. 2015年6月. ISBN 9789881384188.
13. ↑  . 香港路政署. 2016  [2020-05-09]. （原始内容存档于2020-11-15）.
14. 1 2   (pdf). 2001-02  [2020-05-06]. （原始内容存档 (PDF)于2019-11-04） （中文）.
15. ↑   (pdf). 環境保護署. 2004-12-21  [2020-05-06]. （原始内容存档 (PDF)于2019-10-31） （中文）.
16. ↑   (pdf). 2006-11-29  [2020-05-06]. （原始内容存档 (PDF)于2019-11-01） （中文）.
17. ↑   (pdf). 2011-03-09  [2020-05-06]. （原始内容存档 (PDF)于2019-11-01） （中文）.
18. ↑   (pdf). 政府物流服務署. 2004-06-10  [2020-05-06]. （原始内容存档 (PDF)于2004-12-11） （中文）.
19. 1 2   (Map). Goggle Inc. Cartography by Google Inc.   [2020-05-09]. （原始内容存档于2020-11-15）.
20. ↑   (Map). Goggle Inc. Cartography by Google Inc.   [2020-05-09]. （原始内容存档于2020-11-15）.
21. ↑  . 明報新聞網 - 即時新聞 instant news. 2017-03-07  [2020-05-09]. （原始内容存档于2020-11-15） （中文）.
22. ↑  . Alternative HK. 2018-09-01  [2020-05-09]. （原始内容存档于2020-04-09） （中文）.
23. ↑   (pdf). 荃灣區議會. 2007-08-31  [2020-05-09]. （原始内容存档 (PDF)于2016-01-02） （中文）.
24. ↑   (Map). Goggle Inc. Cartography by Google Inc.   [2020-05-09]. （原始内容存档于2020-11-15） （中文）.
25. ↑  . www.news.gov.hk.   [2020-05-12]. （原始内容存档于2020-08-23）.
26. ↑   (Map). Goggle Inc. Cartography by Google Inc.   [2020-05-09]. （原始内容存档于2020-11-15） （中文）.
27. ↑   (PDF) (报告). 運輸署: C-6. 2022  [2022-12-24]. （原始内容存档 (PDF)于2022-11-19）.

| 论 编 | 香港9號幹線 |  |
| |             |  |
| 城門隧道 – 象鼻山路 – 青山公路－荃灣段 – 屯門公路 – 藍地交匯處 – 元朗公路 – 青朗公路 – 新田公路 – 粉嶺公路 – 吐露港公路 – 大埔公路－沙田段 – 城門隧道公路 – 城門隧道 |             |  |
| |             |  |